# Kvalifikace na Mistrovství světa ve fotbale 1998 (UEFA) – skupina 7
Zápasy této kvalifikační skupiny na Mistrovství světa ve fotbale 1998 se konaly v letech 1996 a 1997. Z pěti účastníků si postup na závěrečný turnaj zajistil vítěz skupiny. Druhý tým skupiny hrál buď baráž, nebo postoupil také přímo (pokud byl nejlepší v žebříčku týmů na druhých místech).

## Tabulka
| Poř. | Tým        | B  | Z | V | R | P | VG | IG | +/- |
| ---- | ---------- | -- | - | - | - | - | -- | -- | --- |
| 1    | Nizozemsko | 19 | 8 | 6 | 1 | 1 | 26 | 4  | 22  |
| 2    | Belgie     | 18 | 8 | 6 | 0 | 2 | 20 | 11 | 9   |
| 3    | Turecko    | 14 | 8 | 4 | 2 | 2 | 21 | 9  | 12  |
| 4    | Wales      | 7  | 8 | 2 | 1 | 5 | 20 | 21 | -1  |
| 5    | San Marino | 0  | 8 | 0 | 0 | 8 | 0  | 42 | -42 |

## Zápasy
| 2. června 1996 |        |                                                      |                                                                              |
| San Marino     | 0 – 5  | Wales                                                | Stadio Olimpico, Serravalle diváci: 1 613 rozhodčí: Ľuboš Micheľ (Slovensko) |
|                | Report | Melville 20' Hughes 32', 43' Giggs 50' Pembridge 85' | Stadio Olimpico, Serravalle diváci: 1 613 rozhodčí: Ľuboš Micheľ (Slovensko) |

| 31. srpna 1996           |        |            |                                                                      |
| Belgie                   | 2 – 1  | Turecko    | Roi Baudouin, Brusel diváci: 33 024 rozhodčí: David Elleray (Anglie) |
| Degryse 11' Oliveira 37' | Report | Yalçin 56' | Roi Baudouin, Brusel diváci: 33 024 rozhodčí: David Elleray (Anglie) |

| 31. srpna 1996                                             |        |            |                                                                               |
| Wales                                                      | 6 – 0  | San Marino | Cardiff Arms Park, Cardiff diváci: 15 150 rozhodčí: Alain Hamer (Lucembursko) |
| Saunders 1', 74' Hughes 25', 54' Melville 34' Robinson 45' | Report |            | Cardiff Arms Park, Cardiff diváci: 15 150 rozhodčí: Alain Hamer (Lucembursko) |

| 5. října 1996 |        |                                   |                                                                                     |
| Wales         | 1 – 3  | Nizozemsko                        | Cardiff Arms Park, Cardiff diváci: 34 560 rozhodčí: Antonio López Nieto (Španělsko) |
| Saunders 17'  | Report | Hooijdonk 72', 75' R. de Boer 79' | Cardiff Arms Park, Cardiff diváci: 34 560 rozhodčí: Antonio López Nieto (Španělsko) |

| 9. října 1996 |        |                             |                                                                                |
| San Marino    | 0 – 3  | Belgie                      | Stadio Olimpico, Serravalle diváci: 1 353 rozhodčí: Kevork Oganesyan (Arménie) |
|               | Report | Verheyen 11' Nilis 20', 49' | Stadio Olimpico, Serravalle diváci: 1 353 rozhodčí: Kevork Oganesyan (Arménie) |

| 9. listopadu 1996                                                      |        |              |                                                                                      |
| Nizozemsko                                                             | 7 – 1  | Wales        | Philips Stadion, Eindhoven diváci: 26 210 rozhodčí: Vítor Melo Pereira (Portugalsko) |
| Bergkamp 21', 72', 78' R. de Boer 32' Jonk 33' F. de Boer 43' Cocu 60' | Report | Saunders 38' | Philips Stadion, Eindhoven diváci: 26 210 rozhodčí: Vítor Melo Pereira (Portugalsko) |

| 10. listopadu 1996                                      |        |            |                                                                                      |
| Turecko                                                 | 7 – 0  | San Marino | Ali Sami Yen Stadium, Istanbul diváci: 19 654 rozhodčí: Vladimir Antonov (Moldavsko) |
| Derelioğlu 25', 38', 51', 59' Şükür 56', 63' Sağlam 81' | Report |            | Ali Sami Yen Stadium, Istanbul diváci: 19 654 rozhodčí: Vladimir Antonov (Moldavsko) |

| 14. prosince 1996 |        |                                          |                                                                           |
| Belgie            | 0 – 3  | Nizozemsko                               | Roi Baudouin, Brusel diváci: 36 953 rozhodčí: Pierluigi Pairetto (Itálie) |
|                   | Report | Bergkamp 24' Seedorf 29' Jonk 89' (pen.) | Roi Baudouin, Brusel diváci: 36 953 rozhodčí: Pierluigi Pairetto (Itálie) |

| 14. prosince 1996 |        |         |                                                                          |
| Wales             | 0 – 0  | Turecko | Cardiff Arms Park, Cardiff diváci: 12 500 rozhodčí: Aron Huzu (Rumunsko) |
|                   | Report |         | Cardiff Arms Park, Cardiff diváci: 12 500 rozhodčí: Aron Huzu (Rumunsko) |

| 29. března 1997                                |        |            |                                                          |
| Nizozemsko                                     | 4 – 0  | San Marino | Amsterdam ArenA, Amsterdam rozhodčí: Amit Klein (Izrael) |
| Kluivert 44' F. de Boer 58', 90' Hooijdonk 82' | Report |            | Amsterdam ArenA, Amsterdam rozhodčí: Amit Klein (Izrael) |

| 29. března 1997 |        |                          |                                                                            |
| Wales           | 1 – 2  | Belgie                   | Ninian Park, Cardiff diváci: 14 500 rozhodčí: Christer Fällström (Švédsko) |
| Gary Speed 60'  | Report | Crasson 24' Staelens 45' | Ninian Park, Cardiff diváci: 14 500 rozhodčí: Christer Fällström (Švédsko) |

| 2. dubna 1997 |        |            |                                                                      |
| Turecko       | 1 – 0  | Nizozemsko | Ataturk, Bursa diváci: 17 000 rozhodčí: Manuel Díaz Vega (Španělsko) |
| Şükür 53'     | Report |            | Ataturk, Bursa diváci: 17 000 rozhodčí: Manuel Díaz Vega (Španělsko) |

| 30. dubna 1997 |        |                                                                      |                                                                             |
| San Marino     | 0 – 6  | Nizozemsko                                                           | Stadio Olimpico, Serravalle diváci: 2 832 rozhodčí: Andreas Georgiou (Kypr) |
|                | Report | Bergkamp 40', 88' Winter 62' Hooijdonk 69' F. de Boer 73' Bosman 83' | Stadio Olimpico, Serravalle diváci: 2 832 rozhodčí: Andreas Georgiou (Kypr) |

| 30. dubna 1997 |        |                        |                                                                                   |
| Turecko        | 1 – 3  | Belgie                 | Ali Sami Yen Stadium, Istanbul diváci: 21 350 rozhodčí: Bernd Heynemann (Německo) |
| Derelioğlu 35' | Report | Oliveira 14', 32', 45' | Ali Sami Yen Stadium, Istanbul diváci: 21 350 rozhodčí: Bernd Heynemann (Německo) |

| 7. června 1997                                         |        |            |                                                     |
| Belgie                                                 | 6 – 0  | San Marino | Roi Baudouin, Brusel rozhodčí: Pavlin Jirku (Česko) |
| Staelens 15', 84' Van Meir 26' Mpenza 27' Oliveira 33' | Report |            | Roi Baudouin, Brusel rozhodčí: Pavlin Jirku (Česko) |

| 20. srpna 1997                             |        |                                                |                                                                                 |
| Turecko                                    | 6 – 4  | Wales                                          | Ali Sami Yen Stadium, Istanbul diváci: 9 710 rozhodčí: Marek Kowalczyk (Polsko) |
| Şükür 5', 37', 77', 82' Akyüz 8' Çetin 61' | Report | Blake 18' Savage 20' Saunders 31' Melville 52' | Ali Sami Yen Stadium, Istanbul diváci: 9 710 rozhodčí: Marek Kowalczyk (Polsko) |

| 6. září 1997                       |        |                     |                                                                         |
| Nizozemsko                         | 3 – 1  | Belgie              | De Kuip, Rotterdam diváci: 55 000 rozhodčí: Kim Milton Nielsen (Dánsko) |
| Stam 32' Kluivert 54' Bergkamp 84' | Report | Staelens 67' (pen.) | De Kuip, Rotterdam diváci: 55 000 rozhodčí: Kim Milton Nielsen (Dánsko) |

| 10. září 1997 |        |                                                        |                                                                              |
| San Marino    | 0 – 5  | Turecko                                                | Stadio Olimpico, Serravalle diváci: 947 rozhodčí: Sergei Tatulian (Ukrajina) |
|               | Report | Gobbi 27' (vl.) Erdem 30', 81' Şükür 74' Mandirali 78' | Stadio Olimpico, Serravalle diváci: 947 rozhodčí: Sergei Tatulian (Ukrajina) |

| 11. října 1997 |        |         |                                                                            |
| Nizozemsko     | 0 – 0  | Turecko | Amsterdam ArenA, Amsterdam diváci: 48 000 rozhodčí: Leif Sundell (Švédsko) |
|                | Report |         | Amsterdam ArenA, Amsterdam diváci: 48 000 rozhodčí: Leif Sundell (Švédsko) |

| 11. října 1997                               |        |                         |                                                                                |
| Belgie                                       | 3 – 2  | Wales                   | Roi Baudouin, Brusel diváci: 18 233 rozhodčí: Vítor Melo Pereira (Portugalsko) |
| Staelens 4' (pen.) Claessens 32' Wilmots 39' | Report | Pembridge 53' Giggs 66' | Roi Baudouin, Brusel diváci: 18 233 rozhodčí: Vítor Melo Pereira (Portugalsko) |